# Datteln
Datteln település Németországban, azon belül Észak-Rajna-Vesztfália tartományban. Lakosainak száma 35 200 fő (2023. december 31.). Datteln Waltrop és Castrop-Rauxel községekkel határos.

## Népesség
A település népességének változása:
| Lakosok száma | 38 060 | 34 521 | 34 563 | 34 614 | 34 876 | 35 191 | 35 200 |
|               | 1975   | 2015   | 2017   | 2019   | 2021   | 2022   | 2023   |